# Ria Stalmanová
Maria Geertruida „Ria“ Stalmanová (* 11. prosince 1951 Delft) je bývalá nizozemská atletka, olympijská vítězka v hodu diskem.

## Kariéra
Jejím největším úspěchem bylo vítězství v soutěži diskařek na olympiádě v Los Angeles v roce 1984. V tomto roce také ve Walnutu vytvořila svůj osobní rekord 71,22 m.
Nizozemský rekord v hodu diskem vylepšila celkem patnáctkát, jednou také ve vrhu koulí (18,02 m v roce 1984). Mistryní své země v hodu diskem se stala celkem desetkrát.

## Doping
Po mnoha letech spekulací Stalmanová v roce 2016 v televizním pořadu Andere Tijden Sport přiznala, že v posledních 2,5 letech své kariéry užívala jako doping zakázané anabolické steroidy. Chtěla se tím vyrovnat závodnicím z východoevropských zemí. Stalmanová nebyla odhalena, protože dopovala v období přípravy, přičemž mimozávodní dopingové kontroly byly zavedeny až později.
Po tomto přiznání nizozemský atletický svaz rozhodl, že Stalmanové odebere stále platný národní rekord v hodu diskem. Stalmanová toto rozhodnutí akceptovala.